# Puchar Ekstraklasy 2007/2008 /Grupa C
Puchar Ekstraklasy 2007/2008
GRUPA C –

## Tabela
| Drużyna               | Pkt | M | Z | R | P | Br+ | Br- | +/- |
| --------------------- | --- | - | - | - | - | --- | --- | --- |
| Cracovia              | 14  | 6 | 4 | 2 | 0 | 10  | 6   | +4  |
| Jagiellonia Białystok | 8   | 6 | 2 | 2 | 2 | 6   | 4   | +2  |
| Korona Kielce         | 6   | 6 | 1 | 3 | 2 | 6   | 7   | -1  |
| Widzew Łódź           | 4   | 6 | 1 | 1 | 4 | 8   | 13  | -5  |

## Wyniki
| 18 września 2007 | Jagiellonia Białystok | 0:1 | Cracovia · Witkowski 7' |  |
|                  |                       |     |                         |  |

| 19 września 2007 | Widzew Łódź · Masłowski 10' 48' · Grzelczak 90' | 3:1 | Korona Kielce · Stawarczyk 21' o.g. |  |
|                  |                                                 |     |                                     |  |

| 2 października 2007 | Korona Kielce · Zabłocki 82' | 1:1 | Jagiellonia Białystok · Geworgian 65' |  |
|                     |                              |     |                                       |  |

| 3 października 2007 | Cracovia · Szwajdych 62' · Pawlusiński 65' · Dudzic 90' | 3:2 | Widzew Łódź · Sokalski 54' · Grzelczak 82' |  |
|                     |                                                         |     |                                            |  |

| 23 października 2007 | Cracovia · Tatara 81' | 1:0 | Korona Kielce |  |
|                      |                       |     |               |  |

| 23 października 2007 | Jagiellonia Białystok · Kwiek 13' (k) · Dzienis 22' · Konon 79' | 3:1 | Widzew Łódź · Sokalski 40' |  |
|                      |                                                                 |     |                            |  |

| 14 listopada 2007 | Widzew Łódź · Konon 14' 47' | 0:2 | Jagiellonia Białystok |  |
|                   |                             |     |                       |  |

| 18 listopada 2007 | Korona Kielce · Robak 33' · T. Nowak 47' | 2:2 | Cracovia · Szczoczarz 60' · Skrzyński 63' |  |
|                   |                                          |     |                                           |  |

| 27 listopada 2007 | Cracovia · Witkowski 20' | 1:0 | Jagiellonia Białystok |  |
|                   |                          |     |                       |  |

| 27 listopada 2007 | Korona Kielce · M. Kowalczyk 26' 32' | 2:0 | Widzew Łódź |  |
|                   |                                      |     |             |  |

| 4 grudnia 2007 | Jagiellonia Białystok | 0:0 | Korona Kielce |  |
|                |                       |     |               |  |

| 4 grudnia 2007 | Widzew Łódź · Kuklis 36' · R. Kowalczyk 81' | 2:2 | Cracovia · Witkowski 9' (k) · Kulig 88' |  |
|                |                                             |     |                                         |  |